# Capacete M33

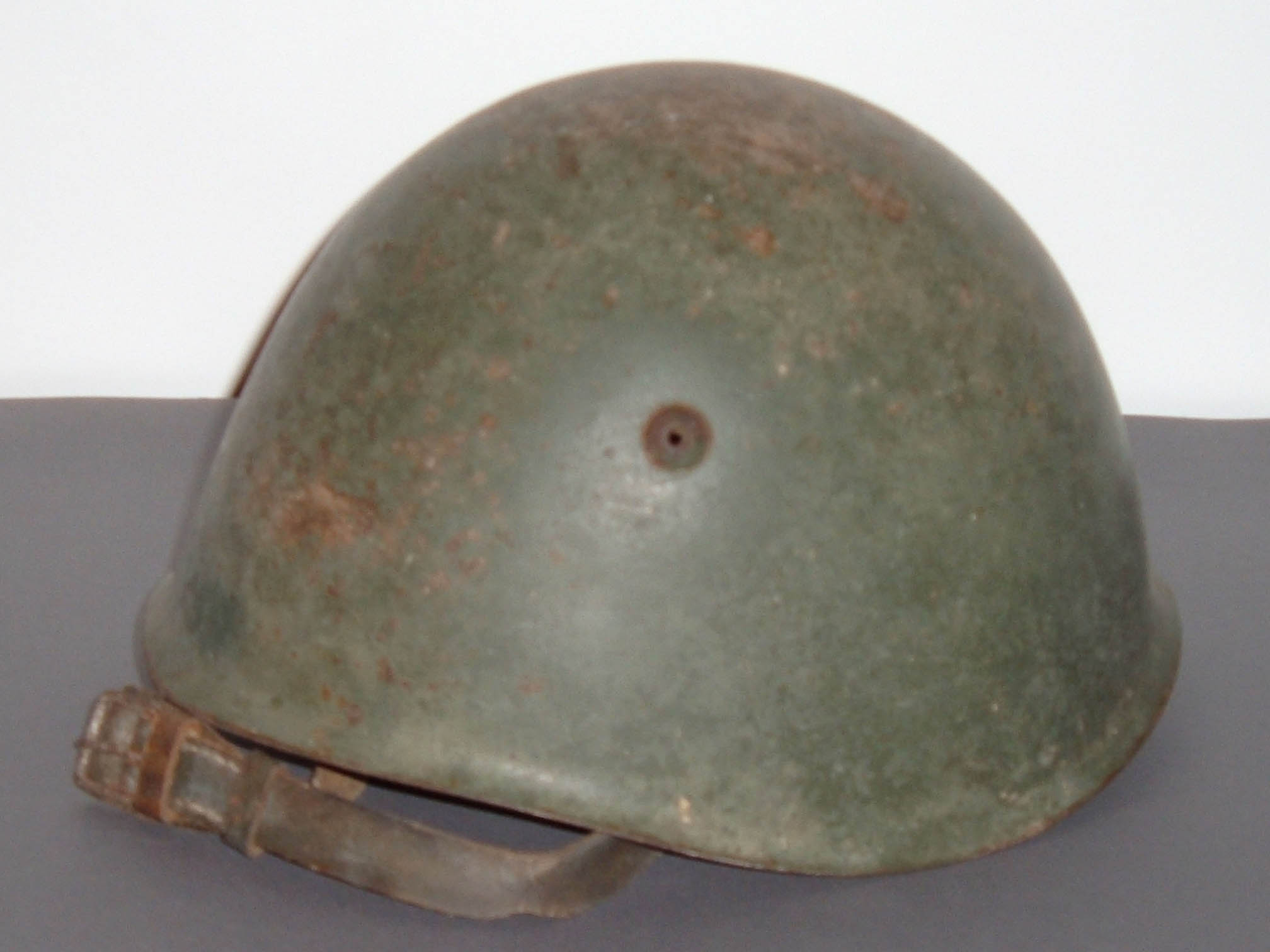
M33 italiano da II Guerra Mundial

O M33 Capacete (Elmetto Mod. 33 em italiano) é um capacete de combate de aço projetado na década de 1930 na Itália, e foi o capacete de combate padrão do Regio Esercito até a II Guerra Mundial e do Exército Italiano na Guerra Fria.

## Visão geral
Por volta de 1925, o Exército italiano estava envolvido em experimentos para encontrar um novo modelo de capacete que poderia substituir o envelhecimento e não completamente satisfatório Adrian, adotado em 1915; além disso, o fato do Adrian ser originalmente um projeto francês, foi sentido (sob o regime fascista) que um modelo desenvolvido pelos italianos seria o mais adequado.
Em 1932, depois de longas tentativas (com protótipos de muitas empresas italianas e estrangeiras) decidiu-se adotar um deles como o M31. No entanto, este modelo (reconhecível pelo pequeno escudo em seu topo) não foi totalmente satisfatório, devido a sua percebida fragilidade estrutural. Substituindo o modelo original adicionando três orifícios de ventilação (duas laterais e uma na parte de trás), o Modelo 33 nasceu, e foi aprovado com uma circular em 29 de novembro de 1934.

## Uso

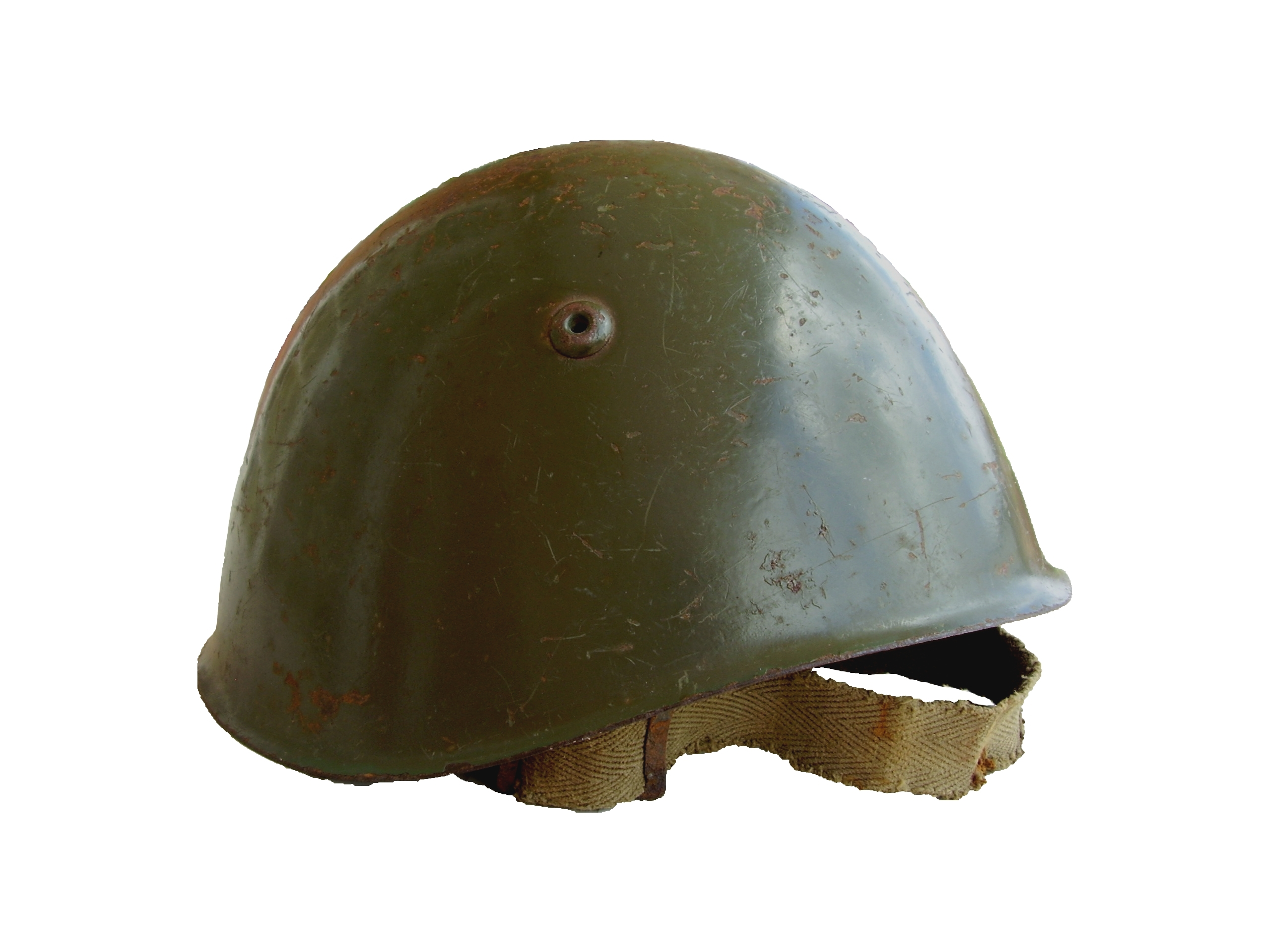
O M33/47 italiano a partir de 1956

Apesar de não possuir o mesmo grau de proteção oferecido pelo Stahlhelm alemão, o M33 era visto como um projeto bem sucedido, uma vez que oferecia três vezes a resistência do Adrian, era leve com 1,2 kg e relativamente confortável.
Durante a II Guerra Mundial, foi o principal capacete d e combate do Exército italiano, mas a falta de recursos resultou em algumas tropas foram de segunda linha usando o Adrian ou até mesmo combatendo sem capacete. Ele continuou a servir como o capacete de combate principal do Exército Italiano até a década de 1990.